# Corel Painter
Corel Painter ist ein pixel-basiertes Malprogramm, das es ermöglicht, mit dem PC natürliche Malwerkzeuge, wie beispielsweise Öl, Acryl, Aquarell oder Holzkohle, auf verschiedenen Materialien zu simulieren. Die Software gilt als Nachfolger des Programms Sketcher aus den frühen 1990er Jahren.

## Entwicklung
Als Vorgängerprogramm von Painter gilt die Mac-Software Sketcher aus den frühen 1990er Jahren, die von Mark Zimmer stammt. Sketcher arbeitete ausschließlich in Graustufen und bot bereits verschiedene Malwerkzeug-Simulationen und Papierstrukturen. Das Programm wurde als Painter von Zimmer in den 1990ern weiterentwickelt, vorerst ausschließlich für Macintosh-Computer. Eine Microsoft-Windows-Version wurde wesentlich später herausgebracht.
Painter entstammt ursprünglich der von Mark Zimmer gegründeten Softwarefirma Fractal Design. Im Jahr 1997 wurde Fractal Design, zusammen mit anderen Softwareunternehmen, im Laufe einer Fusion Teil des Unternehmens MetaCreations. Zwei Jahre später trennte sich Metacreations von der Sparte Grafiksoftware. Das Programm Painter wurde von Corel aufgekauft. Nachdem Corel die Version 6 der Software veröffentlichte, wurde für die Version 7 die Marke „ProCreate“ verwendet, eine eigens für Painter erschaffene Abteilung von Corel. Die neue Marke stieß auf wenig Akzeptanz. Ab Version 8 aus dem Jahr 2003 firmiert wieder Corel als Hersteller und in Namen. Ende Juni 2018 kam Corel Painter 2019 als 64-bit Variante für die Betriebssysteme Windows (ab Version 7) und Mac OS X (ab Version 10.11) heraus.
Corel bringt jährlich eine neue Painter-Version auf den Markt, die in der Regel im Juni erscheint. Version 2021 enthält neben 36 neuen auch deutlich mehr Malwerkzeuge, die in Echtzeit reagieren und eine vereinfachte Oberfläche.
In der aktuellen Version 2022 hat Corel den Schwerpunkt auf eine leichtere Bedienung und Geschwindigkeit-Optimierungen gelegt; einzelne Malwerkzeuge reagieren dank Grafikkarten-Unterstützung bis zu 50-mal schneller.
Im Gegensatz zu Adobe Photoshop, welches für die Bildretusche- und -montage entwickelt wurde, richtet sich Painter vorwiegend an Künstler und Illustratoren. Die Bildbearbeitungswerkzeuge sind zwar vorhanden, ihre Funktionalität ist jedoch rudimentär. Die Betonung bei Painter liegt auf den Malwerkzeugen, die eine möglichst getreue Simulation natürlicher Malmedien ermöglichen. Im Gegensatz zu auf dem Markt befindlichen „Kunstfiltern“ bietet Painter verhältnismäßig wenig automatische Funktionen und setzt beim Anwender Kenntnisse in Mal- und Zeichentechniken voraus.

## Eingabegeräte
Das Programm lässt sich erst mit einem Grafiktablett sinnvoll verwenden. Eine Bedienung mit der Maus ist zwar möglich, lässt aber das Potenzial der Software nicht annähernd ausschöpfen. Painter unterstützt alle Funktionen moderner Grafiktabletts einschließlich Neigung und Drehung des Eingabestiftes. Die Ansprech-Charakteristik der Software auf die Tablett-Eingaben lässt sich umfangreich einstellen.

## Dateiformate
Painter speichert seine Dateien im proprietären RIFF-Format (Raster Image File Format), das als einziges alle Bearbeitungsaspekte der Software behält. Trotz identischen Kürzels soll das RIFF-Format von Painter nicht mit dem Resource Interchange File Format verwechselt werden. Das Speichern in anderen Formaten, sowohl proprietär als auch offen, ist möglich, führt jedoch zum Verlust einiger Bearbeitungsfunktionen. Das Adobe Photoshop-Format mit Ebenen und Ebenenmasken wird unterstützt, wobei es in Painter oft zu Fehlinterpretationen einzelner Elemente der Photoshop-Dateien kommt. Painter öffnet unter anderem RGB-Dateien vom Typ TIFF, JPEG, PNG, Photoshop. Platzierung von EPS-Vektordateien wird unterstützt.
Painter unterstützt die von Adobe etablierte Plug-in-Schnittstelle.

## Video und Animation
Painter kann Videodateien im QuickTime-Container öffnen und bearbeiten und wird deshalb oft zur Rotoskopie benutzt.
Eine Besonderheit von Painter ist die Aufnahme von Arbeitsabläufen in Form von Scripts. Das Scripting ist standardmäßig aktiviert und protokolliert die Arbeit im Hintergrund. Aufgenommene Skripte lassen sich zum späteren Zeitpunkt abspielen, um etwa ein Bild mit anderen Werkzeugen oder in einer höheren Auflösung nachzumalen. Außerdem lassen sich mit der Scripting-Funktion von Painter einfache Animationen realisieren.

## Besonderheiten
Noch bevor Ebenen in der Bildbearbeitung Standard wurden, unterstützte Painter mit „schwebenden Objekten“ (floating objects) speicherbare und wieder veränderbare Überlagerung von Bildelementen. In Painter 5 wurden einige Malwerkzeuge angeboten, die als eigene schwebende Objekte erschienen. Das Konzept der schwebenden Objekte erwies sich jedoch als umständlich in der Bedienung und stieß auf wenig Akzeptanz bei den Anwendern. In der Version 6.0 von Painter (1999) wurden die aus anderen Bildeditoren bekannten Ebenen eingeführt. Bestimmte Malwerkzeuge, zum Beispiel Aquarell oder Tinte, erfordern in Painter eigene, dedizierte Ebenen, die mit keinen anderen Werkzeugen zu bearbeiten sind.
Beim Malen mit Aquarellpinseln bleiben die Farbe und ggf. das Papier selbst nach dem Speichern im RIFF-Format und späterem Öffnen „nass“ mit dem entsprechenden Verhalten von Farben. Das „Trocknen“ muss vom Anwender bewusst aktiviert werden.
Painter ermöglicht es, Arbeitsweisen zu entwickeln, die in der realen Welt technisch nicht denkbar sind. So lassen sich etwa Ölfarben mit Wasser verwischen.
Bis einschließlich Version 5 wurde die Software serienmäßig in einem Farbeimer aus Blech verkauft. Ab Version X wird Painter in der Farbeimer-Verpackung als limitierte Version angeboten.
Das Erstellen eigener Werkzeuge und Materialien ist möglich. Zusätzliche Pinsel, Papiere oder Strukturen werden sowohl frei als auch kommerziell angeboten.

## Trivia
Mitte der 1990er Jahre entwickelte das Painter-Team die Vektor-Malsoftware Expression. Die Software simulierte, ähnlich wie Painter, natürliche Malwerkzeuge, jedoch nicht pixel-, sondern vektorbasiert. Dies machte auflösungsunabhängiges Arbeiten möglich. Die damals verfügbare Hardware war jedoch nicht leistungsfähig genug für die Echtzeitverarbeitung derart komplexer Grafiken. Das Programm wurde nicht weiterentwickelt. Im Jahr 2004 wurde Expression von Microsoft erworben und wird als Microsoft Expression angeboten.

## Varianten
Dabbler (Fractal Design) – stark vereinfachte, spielerisch ausgerichtete Variante von Painter. Die Benutzeroberfläche nutzte die Metapher einer Zeichnerwerkstatt: die Werkzeuge und Materialien lagerten in naturgetreu abgebildeten Schubladen, die Zeichenfläche erinnerte an einen Papierblock. Das Malen war mit werkzeugspezifischen Klängen begleitet.
Painter X (Metacreations) – eine Zwischenversion von Painter mit Zusatzmodulen, u. a. für schwebende Objekte. Wurde nur kurz angeboten und nicht weiterentwickelt.
Painter 3D (Metacreations) – zum Malen auf dreidimensionalen Modellen, die mit entsprechender Drittsoftware angelegt wurden. Nicht weiterentwickelt.
Art Dabbler (Metacreations) – Version 2 von Dabbler nach der Metacreations-Fusion.
Painter Classic (Metacreations) – eine preiswerte Version von Painter mit begrenztem Leistungsumfang.
Corel Painter Essentials – eine aktuelle, preiswerte Version von Painter. Wird oft im Bundle mit Grafiktabletts angeboten.
Painter Sketch Pad (Corel) – auf der Painter-Engine basierende, vereinfachte Software zum Skizzieren. Das Programm startet schnell und bedient sich, ähnlich dem Dabbler, der Werkstatt-Metapher, verzichtet jedoch auf die spielerische Komponente zugunsten von Übersichtlichkeit. Sketch Pad unterstützt Ebenen. Die Software wird häufig im Bundle mit Grafiktabletts mitgeliefert.